# 1900 au Nouveau-Brunswick
Chronologie du Nouveau-Brunswick
- 1896
- 1897
- 1898
- 1899
- 1900
- 1901
- 1902
- 1903
- 1904

Cette page concerne des événements d'actualité qui se sont produits durant l'année 1900 dans la province canadienne du Nouveau-Brunswick.

## Événements
- 1er février : Charles Burpee est nommé sénateur.
- 2 avril : Arthur Hill Gillmor est nommé sénateur.
- 1er septembre : Lemuel John Tweedie devient premier ministre du Nouveau-Brunswick à la suite de la défaite du chef du Parti libéral néo-brunswickoise Henry Emmerson lors de l'élection néo-brunswickoise du 18 février 1899.
- 3 septembre : John Valentine Ellis est nommé au Sénat.
- 7 novembre : lors de l'élection fédérale canadienne de 1900, 9 libéraux, 3 conservateurs et 2 libéraux-conservateurs sont élus dans la province.

## Naissances
- 16 février : Jack Cummings, producteur et réalisateur.
- 6 septembre : W.A.C. Bennett, premier ministre de la Colombie-Britannique.

## Décès
- 11 mars : James Davies Lewin, sénateur
- 11 août : Georges Isidore Barthe, député